# Qarnayn
Qarnayn är en ö i Förenade Arabemiraten.   Den ligger i emiratet Abu Dhabi, i den nordvästra delen av landet, 160 kilometer väster om huvudstaden Abu Dhabi.